# Communauté de communes de la Largue
Die Communauté de communes de la Largue war ein französischer Gemeindeverband mit der Rechtsform einer  Communauté de communes im Département Haut-Rhin in der Region Grand Est. Sie wurde am 22. Dezember 2000 gegründet und umfasste zwölf Gemeinden. Der Verwaltungssitz befand sich im Ort  Pfetterhouse.

## Historische Entwicklung
Per 1. Januar 2017 wurde der Gemeindeverband mit der Communauté de communes de la Porte d’Alsace zur Communauté de communes Porte d’Alsace-Largue zusammengeschlossen, die kurz danach auf die aktuelle Bezeichnung Communauté de communes Sud Alsace Largue umbenannt wurde.

## Ehemalige Mitgliedsgemeinden
1. Friesen
2. Fulleren
3. Hindlingen
4. Largitzen
5. Mertzen
6. Mooslargue
7. Pfetterhouse
8. Saint-Ulrich
9. Seppois-le-Bas
10. Seppois-le-Haut
11. Strueth
12. Ueberstrass